# جوناثان ويلسون (فنان قتال مختلط)
جوناثان ويلسون (بالإنجليزية: Jonathan Wilson) هو فنان قتال مختلط أمريكي، ولد في 1987 في سان بيرناردينو في الولايات المتحدة.

## وصلات خارجية
- جوناثان ويلسون على موقع يو إف سي (الإنجليزية)
- جوناثان ويلسون على موقع بيلاتور (الإنجليزية)
- جوناثان ويلسون على موقع شيردوغ (الإنجليزية)
- جوناثان ويلسون على موقع IMDb (الإنجليزية)
- جوناثان ويلسون على موقع قاعدة بيانات الفيلم (الإنجليزية)